# Csíkos marlin
A csíkos marlin (Kajikia audax) a sugarasúszójú halak (Actinopterygii) osztályának sügéralakúak (Perciformes) rendjébe, ezen belül a vitorláskardoshal-félék (Istiophoridae) családjába tartozó faj.
A Kajikia csontoshal-nem típusfaja.

## Előfordulása
A csíkos marlin előfordulási területe a Csendes- és az Indiai-óceánok. Egyaránt megtalálható a trópusi, szubtrópusi és a mérsékelt övi vizekben. A Csendes-óceánban kerüli az óceán közepét, inkább a peremvidékeken él, míg az Indiai-óceánban az Egyenlítőn van a nagyobb állománysűrűsége. A kelet-afrikai partok közelében, valamint az Arab-tengerben, a Bengáli-öbölben és Ausztrália északnyugati tengervizeiben szintén nagy állományai vannak. A legelterjedtebb és a legnagyobb létszámban lévő vitorláskardoshal.

## Megjelenése
Általában 290 centiméteres, de elérheti a 420 centimétert is; 190-210 centiméteresen már felnőttnek számít. Az eddig kifogott legnehezebb példány 440 kilogrammot nyomott. A hátúszóján 42-48, a farok alatti úszóján 18-24 sugár van. A hosszúkás teste oldalra lapított. A felső állcsontja (maxilla) közepesen hosszú „kardban” végződik. A mellúszói sarló alakúak és 18-22 sugarúak. A háti része sötétkék, a hasi része ezüstös. Az oldalain 20 kékes és a hasán 15 kobaltszínű pontokból álló sor van. Az összes úszó sötétkék, azonban a farok alatti úszók ezüstös-fehér árnyalatúak.

## Életmódja
A nyílt vizek lakója. Azokat a helyeket kedveli, ahol a vízhőmérséklet 20-25 Celsius-fok közötti. A vízfelszíntől 200 méter mélységig lelhető fel. Más vitorláskardoshalaktól eltérően, a csíkos marlin a partok közelében is megél, ha a part hirtelen a mélybe torkol. Általában magányosan él, de az ívási időszakban azonos korú egyedekből álló rajokat alkot. Táplálékai általában halak, fejlábúak és rákok.

## Szaporodása
A nősténynek nincs meghatározott időszaka; évente többször is rakhat ikrát. Azonban az ivadékok és a felnőtt nőstények, főleg - az adott területükön - kora nyáron láthatók.

## Felhasználása
Ez a vitorláskardoshal rajta van a vándorló tengeri halakat védelmező, úgynevezett Annex I of the 1982 Convention on the Law of the Sea határozat listáján; azonban ennek ellenére folyik a kereskedelmi halászata, továbbá a sporthorgászok egyik kedvence. A helybéli halpiacokon általában fagyasztva, de néha frissen vagy füstölve is árusítják. A húsa igen ízletes, Japánban nagyon kedvelt. Halászatához szigonyokat vagy hosszú zsinóros halászati módszereket alkalmaznak.

## Képek

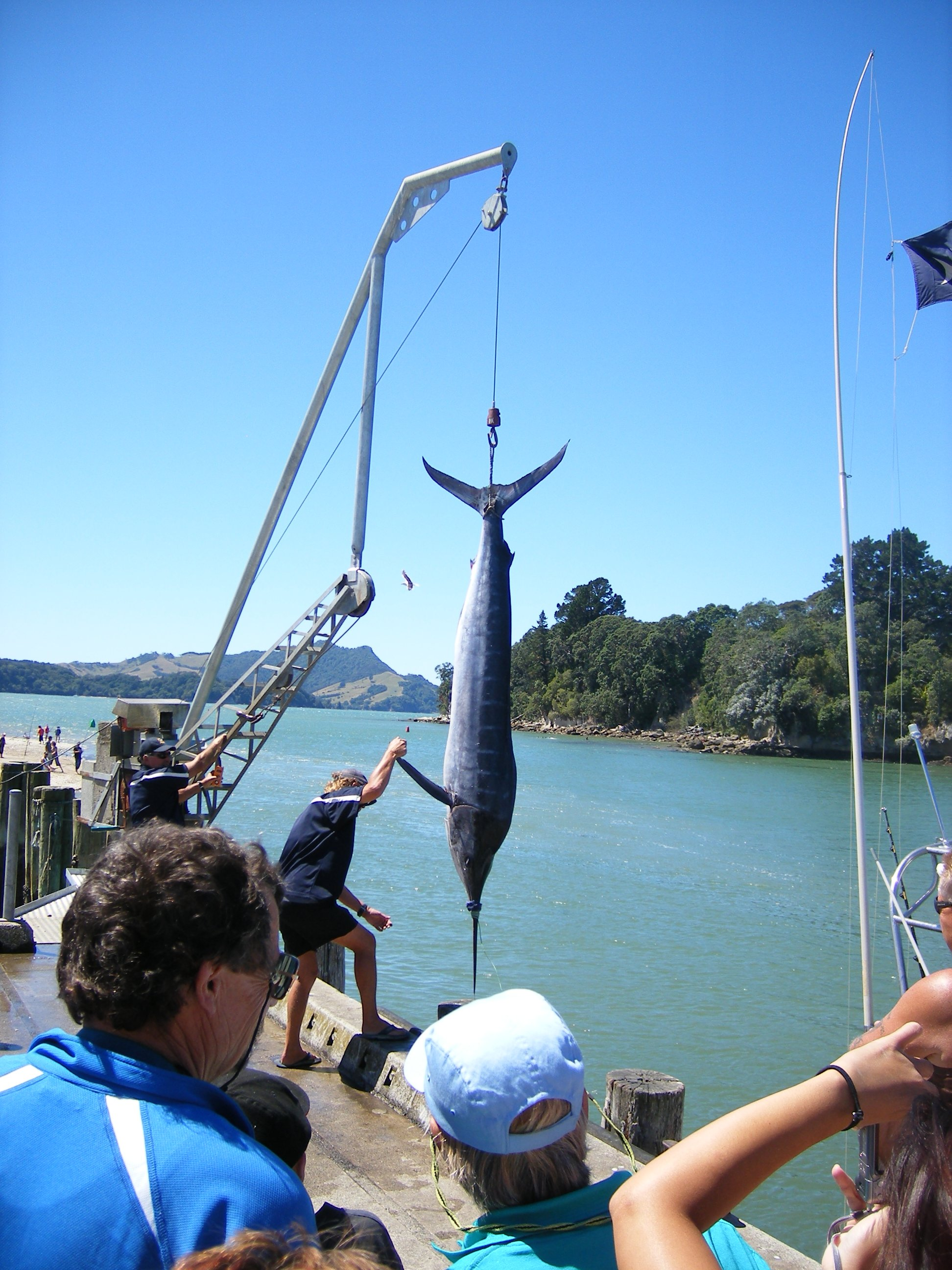
114,6 kilogrammos kifogott példány
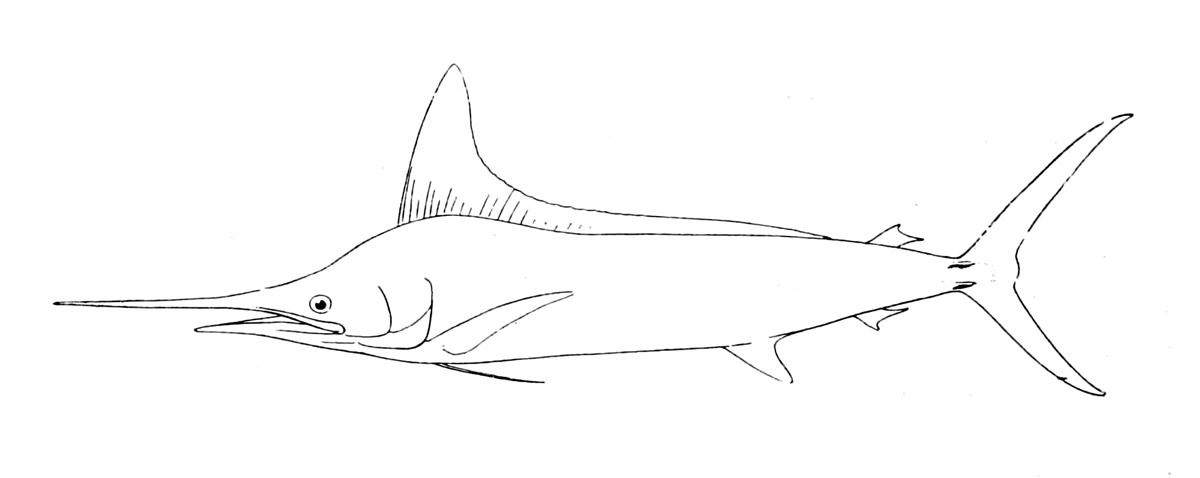
Régi rajz a halról